# 1452 Hunnia
1452 Hunnia este un asteroid din centura principală, descoperit pe 26 februarie 1938, de György Kulin.